# فوگلزن
فوگلزن (به آلمانی: Vögelsen) یک شهر در آلمان است که در لونبورگ واقع شده‌است. فوگلزن ۲۳۴ نفر جمعیت دارد.